# Élections présidentielles bosniennes de 2010
Les élections présidentielles bosniennes de 2010 se sont tenues le 3 octobre 2010 pour élire les trois membres de la présidence collégiale. Le scrutin s'est déroulé dans le cadre des élections générales bosniennes de 2010.

## Résultats
| Candidats              | Candidats                 | Partis                                                | Voix                | %                   |
| Président bosniaque    | Président bosniaque       | Président bosniaque                                   | Président bosniaque | Président bosniaque |
| ---------------------- | ------------------------- | ----------------------------------------------------- | ------------------- | ------------------- |
|                        | Bakir Izetbegović         | Parti d'action démocratique (SDA)                     | 162 831             | 34.86               |
|                        | Fahrudin Radončić         | Union pour un meilleur futur de la B-H                | 142 387             | 30.49               |
|                        | Haris Silajdžić           | Parti pour la Bosnie-Herzégovine                      | 117 240             | 25.10               |
|                        | Ibrahim Đedović           | DNZ B-H                                               | 13 369              | 2.86                |
|                        | Mujo Demirović            | Parti patriotique bosnien - Sefer Halilović           | 8 951               | 1.92                |
|                        | Ðemal Latić               | Parti d'activité démocratique                         | 8 738               | 1.87                |
|                        | Ibrahim Spahić            | Parti démocratique civique                            | 6 948               | 1.49                |
|                        | Izudin Kešetović          | Parti bosnien (BOSS)                                  | 4 228               | 0.91                |
|                        | Aida Jusić                | Indépendant                                           | 2 347               | 0.50                |
| Président croate       |                           |                                                       |                     |                     |
|                        | Željko Komšić             | Parti social-démocrate (SDP)                          | 337 065             | 60.61               |
|                        | Borjana Krišto            | Union démocratique croate (HDZ)                       | 109 758             | 19.74               |
|                        | Martin Raguž              | Coalition croate (HDZ 1990/HSP BiH)                   | 60 266              | 10.84               |
|                        | Jerko Ivanković-Lijanović | Parti populaire pour le travail et le progrès (NSRzB) | 45 397              | 8.16                |
|                        | Pero Galić                | Indépendant                                           | 1 581               | 0.28                |
|                        | Mile Kutle                | Indépendant                                           | 1 069               | 0.19                |
|                        | Ferdo Galić               | Indépendant                                           | 975                 | 0.18                |
| Président serbe        |                           |                                                       |                     |                     |
|                        | Nebojša Radmanović        | Alliance des sociaux-démocrates indépendants (SNSD)   | 295 629             | 48.92               |
|                        | Mladen Ivanić             | Ensemble pour la Serbie                               | 285 951             | 47.31               |
|                        | Rajko Papović             | Union pour une Serbie démocratique                    | 22 790              | 3.77                |
|                        |                           |                                                       |                     |                     |
| Votes valides          | Votes valides             | Votes valides                                         | 1 627 520           | 92,02               |
| Votes blancs et nuls   | Votes blancs et nuls      | Votes blancs et nuls                                  | 141 053             | 7,98                |
| Total                  | Total                     | Total                                                 | 1 768 573           | 100                 |
| Abstention             | Abstention                | Abstention                                            | 1 358 026           | 43.44               |
| Inscrits/Participation | Inscrits/Participation    | Inscrits/Participation                                | 3 126 599           | 56.56               |